# Bulo Burti
Bulo Burti o anche Buloburti (in somalo Buuloburde) è una città della Somalia con circa 17.000 abitanti (2007) a 132 m, situata sullo Uebi Scebeli nella regione di Hiran, è capoluogo della provincia omonima.
È situata in una piana molto secca imperversata dai monsoni.
Durante il periodo coloniale italiano era sede del Commissariato dell'Alto Scebèli.
Nei pressi del borgo vi è un fortino italiano intitolato al cap. Arrigo Battistella, perito con altri 3 italiani per mano di alcuni capi Auàdle il 27 marzo 1916.
Nel 1993 fu dislocata la Sesta compagnia “Grifi” del 187º reggimento paracadutisti della brigata Folgore, composta da circa 100 uomini guidati dal capitano Umberto Albarosa.
Il preesistente fortino italiano, a forma di pentagono irregolare, fu ristrutturato per ospitare alcune celle di un carcere.